# NEARfest
Il North East Art Rock Festival, abbreviato in NEARfest, è stato un festival di rock progressivo che si teneva annualmente negli Stati Uniti d'America. La prima edizione è del 1999, l'ultima denominata NEARfest Apocalypse si è svolta nel 2012.

## Storia
L'evento della durata di due giorni si svolgeva all'inizio dell'estate nella cittadina di Bethlehem in Pennsylvania.
Nato nel 1999 su iniziativa di Robert LaDuca e Chad Hutchinson ed è rapidamente diventato uno dei principali festival di rock progressivo al mondo. L'organizzazione è di tipo non profit.
Il festival si teneva nella Baker Hall del Zoellner Arts Center, situato all'interno del campus della Lehigh University che, nonostante i circa mille posti disponibili, registrava il tutto esaurito ogni anno.  Dal 2003 veniva pubblicato il NEARfest Records, con una selezioni delle migliori esibizioni del festival, e dal 2005 viene prodotto anche un DVD.

## Artisti che hanno partecipato al festival

### NEARfest Apocalypse (2012)
UK, Renaissance, Van der Graaf Generator, Änglagård, Twelfth Night, Il Tempio delle Clessidre, Mike Keneally Band, Gösta Berlings Saga, Aranis, Helmets of Gnats
NEARfest 2011
edizione annullata
NEARfest 2010
Riverside, Steve Hackett, Astra, Forgas Band Phenomena, Iona, Three Friends, Moraine, Pineapple Thief, The Enid, Eddie Jobson's Ultimate Zero Project

### NEARfest '09
Premiata Forneria Marconi, Gong, Trettioåriga Kriget, Beardfish, DFA, Cabezas de Cera, Oblivion Sun, Quantum Fantay,  Steve Hillage Band, Van der Graaf Generator

### NEARfest X (2008)
Banco del Mutuo Soccorso, Liquid Tension Experiment, Fish, Peter Hammill, Synergy, Echolyn, Discipline, Radio Massacre International, Mörglbl, Koenji Hyakkei

### NEARfest 2007
Magma, Hawkwind, Pure Reason Revolution, Magenta, La Maschera di Cera, NeBeLNeST, Indukti, IZZ, Robert Rich, and Bob Drake

(Preshow: Allan Holdsworth, Secret Oyster, One Shot)

### NEARfest 2006
Keith Emerson, Ozric Tentacles, Ange, FM, Michael Manring, Richard Leo Johnson, Niacin, Riverside, Guapo, KBB

(Preshow: Hatfield and the North, The Tony Levin Band)

### NEARfest 2005
Le Orme, IQ, Present, Kenso, Steve Roach, Matthew Parmenter, The Muffins, Frogg Cafe, Wobbler, Knight Area

(Preshow: Premiata Forneria Marconi, Proto-Kaw)

### NEARfest 2004
Strawbs, Univers Zero, Mike Keneally Band, Planet X, Richard Pinhas, Sean Malone, Metamorfosi, Pallas, Yezda Urfa, Hidria Spacefolk

(Preshow: The Musical Box)

### NEARfest 2003
Camel, Magma, The Flower Kings, Änglagård, Kraan, Tunnels, Glass Hammer, Alamaailman Vasarat, High Wheel, Sleepytime Gorilla Museum

(Preshow: Miriodor, Woodenhead, IZZ)

### NEARfest 2002
Steve Hackett, Nektar, Echolyn, Caravan, Isildurs Bane, Enchant, Miriodor, Gerard, La Torre dell'Alchimista, Spaced Out

(Preshow: McGill/Manring/Stevens, Dr. Nerve, Dysrythmia)

### NEARfest 2001
Banco del Mutuo Soccorso, Porcupine Tree, Deus Ex Machina, After Crying, White Willow, California Guitar Trio con Tony Levin, Djam Karet, Birdsongs of the Mesozoic, The Underground Railroad, Under the Sun

(Preshow: Land of Chocolate, The Red Masque, Electric Sheepdog, Wine of Nails)

### NEARfest 2000
Transatlantic, Happy the Man, Anekdoten, Pär Lindh Project, Iluvatar, Il Balletto di Bronzo, DFA, Thinking Plague, North Star, Nexus

(Preshow: Echolyn, Priam)

### NEARfest 1999
Spock's Beard, IQ, Solaris, Mastermind, Larry Fast, Crucible, Scott McGill's Hand Farm, Ice Age, Alaska, Nathan Mahl